# Gen champagne
El gen champagne es el causante de algunos pelajes diluidos relativamente raros en los caballos: los pelajes diluidos champagne.
Se trata de un gen dominante simple.
La denominación de "champagne" proviene del nombre de un caballo nacido en 1969: Champagne Lady Diane. A partir de este caballo comenzaron las investigaciones sobre una dilución hasta entonces ignorada y que todo parece indicar que era mucho más antigua. (Mientras no haya denominación oficial, mantener la denominación en inglés ofrece algunas ventajas).

## Pelajes diluidos champagne

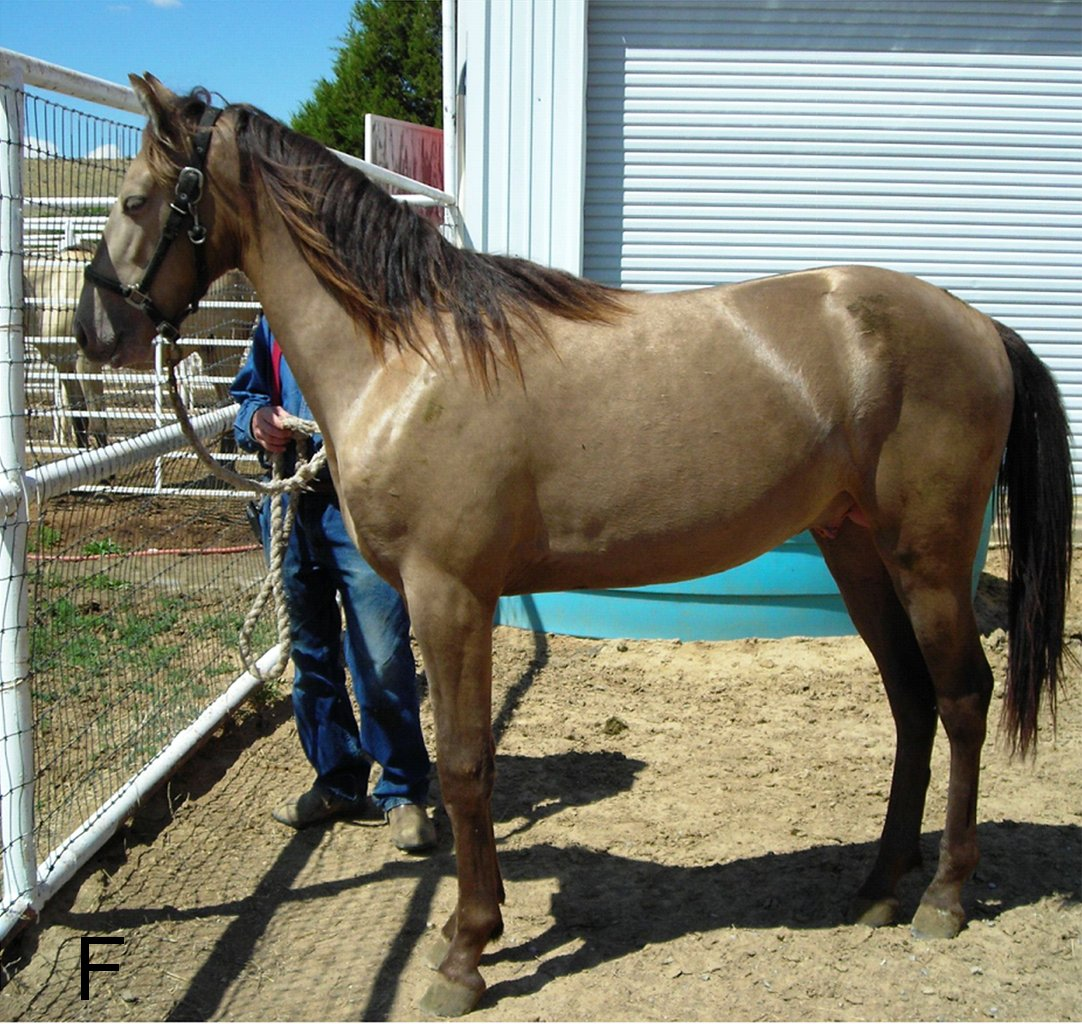
Caballo negro-champagne, "Classic champagne" en inglés.

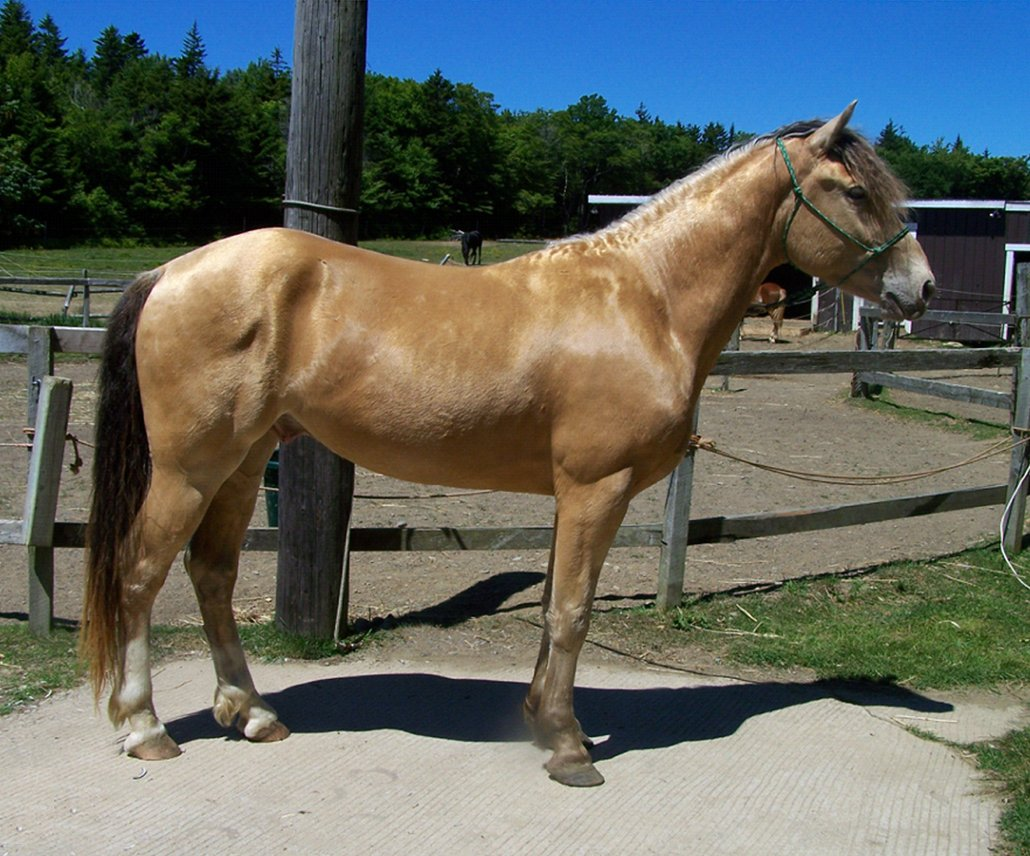
Caballo castaño-champagne, "Amber champagne" en inglés.

El gen champagne es dominante simple. Se representa por Ch. Una copia (Ch) o dos (ChCh) provocan los mismos efectos. Indica Ch_.
La dilución afecta a la piel, los ojos y el pelaje.
El pigmento negro se diluye a una tonalidad chocolate. El pigmento rojo se convierte en dorado.
Cada pelaje básico, cuando es afectado por uno o dos alelos champagne, se diluye siguiendo las directrices anteriores.
El negro-champagne o champagne en negro ("Classic champagne" en inglés), genéticamente negro+Ch_, tiene un pelaje chocolate con cola y crin más oscuras. Las patas suelen tener los extremos inferiores también más oscuros.
El pardo-champagne o champagne sobre pardo ("Sable champagne" en inglés), pardo+Ch_, se parece mucho al negro-champagne. A menudo hay un análisis genético para confirmar si el pelaje es negro-champagne o pardo-champagne.
El castaño-champagne o champagne-castaño ("Amber champagne" en inglés), castaño+Ch_, tiene el cuerpo dorado y cola y crin de color chocolate.
El rojo-champagne o champagne en rojo ("Gold champagne" en inglés) tiene el pelaje dorado. la cola y la crin pueden ser blancas o de color similar a los pelos del cuerpo.

## Piel, ojos y cascos de los diluidos champagne
El color de la piel es, en los caballos adultos, la característica más distintiva de los pelajes champagne. La piel champagne es pecosa pero de manera muy particular. El pecoso está formado por pecas oscuras pequeñas y numerosas. La tonalidad de estas pecas puede ser púrpura.
(Por comparación, el pecoso de los caballos manchados-leopardo es muy diferente. En este último caso el pecoso está formado por áreas pigmentadas y despigmentadas de piel oscura y rosada respectivamente).
En los pollinos y potros la piel es rosada y los ojos azules o azul-verdes. Con el tiempo la piel se oscurece y se vuelve pecosa, mientras que los ojos pasan a una tonalidad ámbar o de avellana.

## Aspectos genéticos

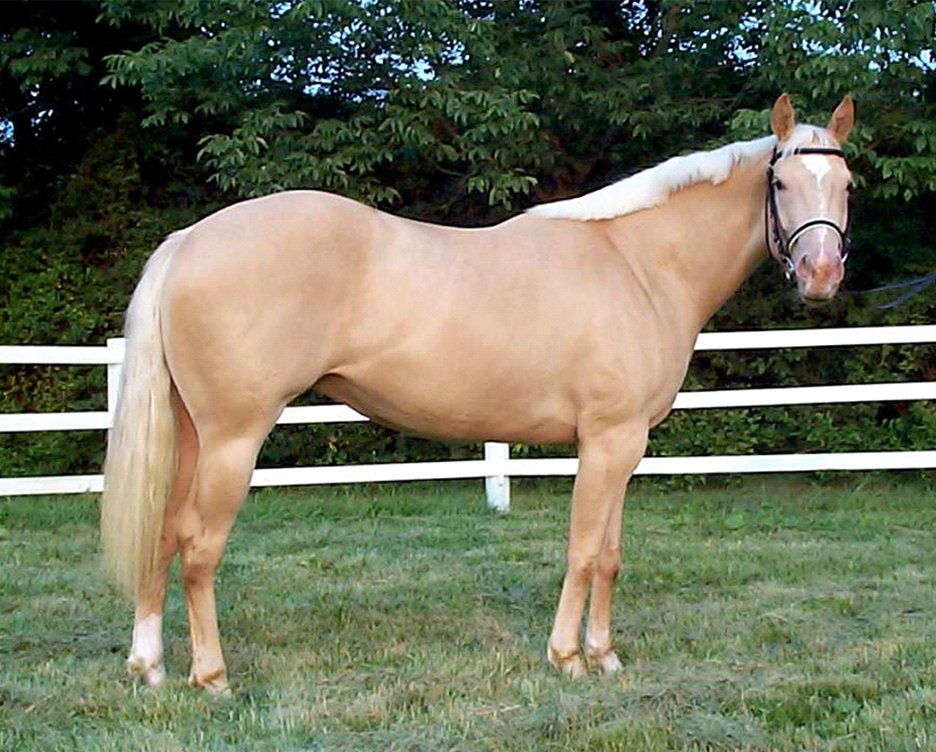
Caballo rojo-champagne, en inglés "Gold champagne". Se parece al palomino pero se puede distinguir por la piel pecosa el hocico

El locus champagne se encuentra en el exón 2 del gen SLC36A1, ubicado en el cromosoma 14 (ECA14). Un polimorfismo nucleótido simple canjea una C por una G en la base 76 (c.188C> G) provocando una mutación "missense".
A diferencia de otros diluciones la piel, los ojos y los pelos de los caballos champagne son una muestra de hipomelanisme. A nivel molecular aún no se conocen los detalles de los pelajes champagne.
Hay dos alelos: ch (alelo "natural" o "salvaje", recesssiu) y Ch (dominante).
Tres casos son posibles:
- ch/ch; caballos no diluidos champagne
- Ch/ch; caballos champagne heterocigóticos
- Ch/Ch; caballos champagne homocigóticos

La prueba de ADN de verificación de la existencia de dilución champagne detecta la mutación c.188C> mutación G en el gen SLC361.

## Historia
La historia moderna de la dilución champagne comienza con la yegua Champagne Lady Diane de la raza Tennessee Walking Horse (caballo amblador de Tennessee), nacida el año 1969.
Parece que el gen champagne podía haber sido heredado de la madre, Mack's Golden Girl H.
La denominación de champagne entró en la literatura científica el año 1996 cuando se publicó el estudio de D.Ph.Sponenberg y A. Bowling.
La dilución se presentaba como resultado de un gen dominante no identificado llamado champagne (Ch).
El gen fue identificado en 2008 pero hay referencias de su existencia mucho más antiguas.
El ecuaciones fundadora de la raza American Cream Draft (Caballo de tiro americano crema), nació alrededor de 1905 en Iowa y era de pelaje rojo-champagne. Por su descripción y por sus descendientes se demuestra que era diluida champagne.
Hay otras referencias más antiguas. Odriozola cita un trabajo de Reul (1897) sobre unos caballos "café au lait, aux crines doras, lleva Danemark". Que serían, claramente, champagne.
Otra referencia puede leerse en la web de la Palomino Hose Association que cita un libro editado en Barcelona en 1774. El libro citaría una especie de caballos "dorados" que podrían transmitir el pelaje dorado al 100 %. Esto es posible con caballos rojo-champagne, pero no con palominos.